# محمد بيومي مهران

## المولـد والنشـأة والتعليـم
- وُلد في العشرين من أغسطس 1928م بالبصيلية مركز إدفو محافظة أسوان وانتقل إلى الرفيق الأعلى بالإسكندرية في الرابع والعشرين من فبراير 2008.[2]
- حفظ القرآن الكريم، ثم التحق بمدرسة المعلمين بقنا، حيث تخرج فيها عام 1949م، وكان ترتيبه «الثـالث على القطر المصري».
- عمل مدرساً بوزارة التربية والتعليم (1949 - 1960م).
- حصل على ليسانس الآداب بمرتبة الشرف من قسم التاريخ بكلية الآداب بجامعة الإسكندرية عام 1960م.

## العمل الجامعـي
- عُين معـيداً لتاريخ مصر والشرق الأدنى القديم بكلية الآداب بجامعة الإسكندرية عام 1961م.
- حصل على درجة الدكتـوراه بمرتبة الشرف في التاريخ القديم من كلية الآداب بجامعة الإسكندرية عام 1969م.
- عُين مدرسـاً لتاريخ مصر والشرق الأدنى القديم في كلية الآداب بجامعة الإسكندرية عام 1969م.
- عُين أسـتاذاً مسـاعداً لتاريخ مصر والشرق الأدنى القديم في كلية الآداب بجامعة الإسكندرية عام 1974م.
- عُين أسـتاذاً لتاريخ مصر والشرق الأدنى القديم في كلية الآداب بجامعة الإسكندرية عام 1979م.
- أعير إلى جامعة الإمام محمد بن سعود الإسلامية بالرياض (1973 - 1977م).
- أعير إلى جامعة أم القرى بمكة المكرمة (1983 - 1987م).
- عُين رئيساً لمجلس قسم التاريخ والآثار المصرية والإسلامية بكلية الآداب بجامعة الإسكندرية (1987 - 1988م).
- عُين أسـتاذاً متفرغاً في كلية الآداب بجامعة الإسكندرية في عام 1988م.

## المشاركة في الأنشـطة العلمية المتخصصة
- شارك في الحفـائر الأثـرية لكلية الآداب جامعة الإسكندرية في «الوقف» مركز دشنا محافظة قنا (1980 - 1981م).
- شارك في الحفـائر الأثـرية لكلية الآداب جامعة الإسكندرية في «تل الفراعين» مركز دسوق محافظة كفر الشيخ (1982 - 1983م).
- أسـس وأشـرف على «شـعبة الآثـار المصرية» بقسم التـاريخ بكلية الآداب جامعة الإسكندرية منذ عام 1982م.
- أشرف وشارك في مناقشة أكثر من 55 رسالة دكتوراه وماجستير في تاريخ وحضارة وآثار مصر والشرق الأدنى القديم في الجامعات المصرية والعربية.
- له أكثر من 46 مؤلفاً في تاريخ وحضارة مصر والشرق الأدنى القديم.
- له حوالي 17 مؤلفاً في الدراسات الإسلامية.

## عضوية اللجان والاتحادات العلمية المتخصصة
- عضو مجلس إدارة هيئة الآثار المصرية.
- عضو اللجنة الدائمة للآثار المصرية في هيئة الآثار المصرية.
- عضو بلجنة التاريخ والآثار بالمجلس الأعلى للثقافة.
- عضو لجنة التراث الحضاري والأثري بالمجالس القومية المتخصصة.
- عضو اللجنة العلمية الدائمة لترقية الأساتذة المساعدين في الآثار الفرعونية وتاريخ مصر والشرق الأدنى القديم.
- عضو اللجنة العلمية الدائمة لترقية الأساتذة في الآثار الفرعونية وتاريخ مصر والشرق الأدنى القديم.
- عضو اتحاد المؤرخين العرب.
- عضو مجلس إدارة اتحاد الآثاريين العرب.

## عضوية النقابات الخاصـة
- عضو نقابة السـادة الأشـراف بجمهورية مصر العربية.

## شهـادات التقديـر والتكريـم
- درع الكلية وشهادة تقدير من كلية الآداب جامعة الإسكندرية في الاحتفال بيوبيلها الذهبي في عام 1994م.
- شهادة تقدير من الاتحاد العام للمؤرخين العرب ببغداد في عام 1990م.
- تكريم خاص من كلية الآداب جامعة الإسكندرية، وإصدار كتاب علمي خاص بهذه المناسبة تحت اسم «أوراق مصرية» في عام 2005م.[3]
- درع الاتحاد العام للآثاريين العرب في عام 2006م.

## قائمة المؤلفات
قائمة المؤلفات على goodreads

قائمة الدراسـات التـاريخية
أولاً: في تاريخ مصر القديم (رسائل علمية):
- 1- الثورة الاجتماعية الأولى في مصر الفرعونية (رسالة ماجستير)، كلية الآداب- جامعة الإسكندرية 1966.
- 2- مصر والعالم الخارجي في عصر رعمسيس الثالث (رسالة دكتوراه)، كلية الآداب- جامعة الإسكندرية 1969.

ثانياً: دراسات في تاريخ اليهود القديم:
- 3- «التوراة»، مجلة الأسطول، العدد 63، الإسكندرية 1970.
- 4- «التوراة»، مجلة الأسطول، العدد 64، الإسكندرية 1970.
- 5- «التوراة»، مجلة الأسطول، العدد 65، الإسكندرية 1970.
- 6- «قصة أرض بين الحقيقة والأسطورة»، مجلة الأسطول، العدد 66، الإسكندرية 1971.
- 7- "النقاوة الجنسية عند اليهود، مجلة الأسطول، العدد 67، الإسكندرية 1971.
- 8- "النقاوة الجنسية عند اليهود، مجلة الأسطول، العدد68، الإسكندرية 1971.
- 9- «أخلاقيات الحرب عند اليهود من التوراة»، مجلة الأسطول، العدد 69، الإسكندرية 1971.
- 10- «التلمود»، مجلة الأسطول، العدد 70، الإسكندرية 1972.

ثالثاً: دراسات في تاريخ العرب القديم:
- 11- الساميون والآراء التي دارت حول موطنهم الأصلي، الرياض 1974.
- 12- العرب وعلاقاتهم الدولية في العصور القديمة، الرياض 1976.
- 13- مركز المرأة في الحضارة العربية القديمة، الرياض 1977.
- 14- الديانة العربية القديمة، الإسكندرية 1978.
- 15- الفكر الجاهلي، القاهرة 1982.

رابعاً: دراسات في تاريخ العـراق القديم:
- 16- قصة الطوفان بين الآثار والكتب المقدسة، الرياض 1976.
- 17- قانون حمورابي وأثره في تشريعات التوراة، الإسكندرية 1979.

خامساً: سلسلة تاريخ وحضارة مصـر والشرق الأدنى القديم:
- 18- حركات التحرير في مصر القديمة، القاهرة 1976.
- 19- اخناتون: عصره ودعوته، القاهرة 1979.
- 20- مصـر، الجزء الأول، الطبعة العاشرة، الإسكندرية 1988.
- 21- مصـر، الجزء الثاني، الطبعة العاشرة، الإسكندرية 1988.
- 22- مصـر، الجزء الثالث، الطبعة العاشرة، الإسكندرية 1988.
- 23- الحضارة المصرية القديمة، الجزء الأول، الطبعة الخامسة، الإسكندرية 1989.
- 24- الحضارة المصرية القديمة، الجزء الثاني، الطبعة الخامسة، الإسكندرية 1989.
- 25- تاريخ العرب القديم، الجزء الأول، الطبعة السابعة عشرة، الإسكندرية 1994.
- 26- تاريخ العرب القديم، الجزء الثاني، الطبعة السابعة عشرة، الإسكندرية 1994.
- 27- الحضارة العربية القديمة، الطبعة الرابعة، الإسكندرية 1994.
- 28- بلاد الشـام، الإسكندرية 1990.
- 29- تاريخ السـودان القديم، الإسكندرية 1994.
- 30- المغـرب القـديم، الإسكندرية 1990.
- 31- تاريخ العـراق القـديم، الإسكندرية 1990.
- 32- المدن الفينيقية: تاريخ لبنـان القديم، بيروت 1994.
- 33- التاريخ والتأريخ، الإسكندرية 1991.
- 34- أرض الميعاد، الإسكندرية 1998.
- 35- بنو إسرائيل، الجزء الأول، الطبعة الثالثة، الإسكندرية 1999.
- 36- بنو إسرائيل، الجزء الثاني، الطبعة الثالثة، الإسكندرية 1999.
- 37- بنو إسرائيل، الجزء الثالث، الطبعة الثالثة، الإسكندرية 1999.
- 38- بنو إسرائيل، الجزء الرابع، الطبعة الثالثة، الإسكندرية 1999.
- 39- بنو إسرائيل، الجزء الخامس، الطبعة الثالثة، الإسكندرية 1999.
- 40- حضارات الشرق الأدنى القديم، الجزء الأول، الإسكندرية 1999.
- 41- حضارات الشرق الأدنى القديم، الجزء الثاني، الإسكندرية 2000.

سادساً: معجم المدن الكبرى في مصر والشرق الأدنى القديم:
- 42- الجزء الأول: مصـر، الإسكندرية 1999.
- 43- الجزء الثاني: الشرق الأدنى القديم، الإسكندرية 199.

قائمة الدراسـات الإسـلامية
أولاً: سلسلة دراسات تاريخية من القرآن الكريم:
- 44- الجزء الأول: في بلاد العرب، الطبعة الثالثة، الإسكندرية 1995.
- 45- الجزء الثاني: في مصـر، الطبعة الثانية، الإسكندرية 1995.
- 46- الجزء الثالث: في بلاد الشـام، الطبعة الثانية، الإسكندرية 1995.
- 47- الجزء الرابع: في العـراق، الطبعة الثانية، الإسكندرية 1995.

ثانياً: سلسلة في رحاب النبي وآل بيته الطاهرين:
- 48- السـيرة النبوية الشـريفة، الجزء الأول، بيروت 1990.
- 49- السـيرة النبوية الشـريفة، الجزء الثاني، بيروت 1990.
- 50- السـيرة النبوية الشـريفة، الجزء الثالث، بيروت 1990.
- 51- السـيدة فاطـمة الزهـراء، بيروت 1990.
- 52- الإمـام علـي بن أبي طالب، الجزء الأول، بيروت 1990.
- 53- الإمـام علـي بن أبي طالب، الجزء الثاني، بيروت 1990.
- 54- الإمـام الحسـن بن علي، بيروت 1990.
- 55- الإمـام الحسـين بن علي، بيروت 1990.
- 56- الإمـام علـي زين العابدين، بيروت 1990.
- 57- الإمـام جعفـر الصادق، تحت الطبع.

ثالثاً: سلسلة الإمامة وأهل البيت:
- 58- الإمـامة، بيروت 1993.
- 59- الإمـامة والإمـام علـي، بيروت 1993.
- 60- الإمـامة وخلفاء الإمـام علـي، بيروت 1993.

مقـالات في مجلة كلية الآداب – جامعة الإسكندرية
- 61- «دراسة حول التأريخ للأنبياء»، العدد 39، الإسكندرية 1992.
- 62- «الإعجاز في القـرآن الكريم»، العدد 40، الإسكندرية 1993.
- 63- «النقاوة الجنسية عند اليهود»، العدد 46، الإسكندرية 1997.

## الذرية
له خمسـة أبنـاء هم:
- د. أحمـد ضياء الدين مهـران: مـدرس بكلية التربية جامعة عين شمس.
- د. آمـال مهـران: مـدرس بكلية الآداب بجامعة الإسكندرية.
- د. أمـل مهـران: أستاذ مساعد بكلية التربية جامعة دمنهور.
- د. إبراهيـم مهـران: أستاذ مساعد بكلية الآداب جامعة عين شمس.
- م. الحسـين مهـران: مـهندس معماري - بكالوريوس الهندسة المعمارية من كلية الهندسة جامعة الإسكندرية.

وله اثنا عشر حفيد وحفيدة.